# نخلی‌سرخس‌های شاخ‌دار
نخلی‌سرخس‌های شاخ‌دار (نام علمی: Ceratozamia) نام یک سرده از تیره سرخس‌های نخلی کاج‌میوه است.